# 白土岗乡
白土岗乡，是中华人民共和国宁夏回族自治区銀川市灵武市下辖的一个乡镇级行政单位。

## 行政区划
白土岗乡下辖以下地区：
枣岗子村、火城子村、新火村、新立村、新红村、长流水村、华新村、石沟驿煤矿社区和长庆综合服务处生活区。